# Radzanów (gromada w powiecie mławskim)
Radzanów – dawna gromada, czyli najmniejsza jednostka podziału terytorialnego Polskiej Rzeczypospolitej Ludowej w latach 1954–1972.
Gromady, z gromadzkimi radami narodowymi (GRN) jako organami władzy najniższego stopnia na wsi, funkcjonowały od reformy reorganizującej administrację wiejską przeprowadzonej jesienią 1954 do momentu ich zniesienia z dniem 1 stycznia 1973, tym samym wypierając organizację gminną w latach 1954–1972.
Gromadę Radzanów z siedzibą GRN w Radzanowie utworzono – jako jedną z 8759 gromad na obszarze Polski – w powiecie mławskim w woj. warszawskim, na mocy uchwały nr VI/10/8/54 WRN w Warszawie z dnia 5 października 1954. W skład jednostki weszły obszary dotychczasowych gromad Bojanowo, Luszewo, Józefowo, Ratowo, Radzanów i Zgliczyn Witowy ze zniesionej gminy Ratowo w tymże powiecie. Dla gromady ustalono 26 członków gromadzkiej rady narodowej.
29 lutego 1956 do gromady Radzanów przyłączono część wsi Gradzanowo Włościańskie z gromady Gradzanowo w powiecie sierpeckim.
1 stycznia 1959 do gromady Radzanów przyłączono wsie Gradzanowo Włościańskie i Gradzanowo Zbęskie oraz kolonię Gradzanowo-Łąki ze znoszonej gromady Gradzanowo w powiecie sierpeckim.
31 grudnia 1959 do gromady Radzanów przyłączono wieś Budy Matusy ze znoszonej gromady Bońkowo Podleśne w tymże powiecie.
Gromada przetrwała do końca 1972 roku, czyli do kolejnej reformy gminnej. 1 stycznia 1973 w powiecie mławskim utworzono gminę Radzanów.